# Linia M3 metra w Warszawie
Ten artykuł dotyczy przyszłego wydarzenia. Informacje w nim zawarte mogą się zmienić wraz z pojawieniem się nowych faktów, a początkowe doniesienia mogą być niepewne. Ostatnie aktualizacje tego artykułu mogą nie odzwierciedlać najbardziej aktualnych informacji.
Linia M3 metra w Warszawie – planowana trzecia linia metra w Warszawie. Według planów jej pierwszy odcinek będzie liczyć 7 stacji i połączy Stadion Narodowy z Gocławiem. Obecnie jej jedynym gotowym elementem jest stacja Stadion Narodowy, która jest jednocześnie stacją linii M2.

## Historia
Pierwsze plany budowy trzeciej linii metra w Warszawie pochodzą z lat 70. i 80. Planowano wówczas, że M3 połączy Okęcie i Ochotę z Gocławiem i Julianowem. W późniejszych latach plany dotyczące linii zostały znacząco ograniczone, najpierw zrezygnowano z odcinka Okęcie – Dworzec Zachodni, a później również z odcinka Dworzec Zachodni – Stadion Narodowy. Tym samym linia została skrócona do odcinka Stadion Narodowy – Gocław.
W 2006 roku linia M3 została przemianowana na odcinek wschodni-południowy linii M2. Powodem przemianowania tego odcinka z III linii na II była chęć objęcia finansowaniem unijnym także tego odcinka metra przy wnioskowaniu o środki na realizację II linii. Ostatecznie wszystkie środki unijne, które stolica uzyskała na II linię metra, zostały przeznaczone na jej centralny odcinek, który powstał jako pierwszy. Jednakże podczas jego budowy wybudowany został dodatkowy peron na stacji Stadion Narodowy, który w przyszłości ma zostać wykorzystany przez linię M3.
W 2015 roku władze miasta planowały, że budowa linii M3 na odcinku Stadion Narodowy – Gocław rozpocznie się po 2020 roku. W kampanii samorządowej przed wyborami w 2018 roku kandydat Koalicji Obywatelskiej na Prezydenta m. st. Warszawy Rafał Trzaskowski zapowiedział, że w przypadku wygranej, rozpocznie do końca 2023 roku budowę linii M3. Deklarację tę podtrzymał po wybraniu go na ten urząd, w odpowiedzi na oficjalną interpelację radnego Dariusza Lasockiego.
W maju 2019 Metro Warszawskie ogłosiło przetarg na wykonanie studium technicznego III linii metra wraz ze Stacją Techniczno-Postojową Kozia Górka. Zadanie obejmowało analizy przebiegu i lokalizacji stacji dla pierwszego odcinka III linii pomiędzy stacją Stadion Narodowy a stacją Gocław.
26 czerwca 2020 roku przedstawiono wyniki i wstępną trasę III linii. Tego samego dnia Metro Warszawskie poinformowało, że obecna analiza przebiegu linii M3 jest analizą wyłącznie pierwszej części przebiegu tej linii, a kolejne etapy będą zakładały jej kontynuację poprzez przejście przez Wisłę i połączenie z linią M1 w rejonie stacji Wilanowska. 
15 marca 2021 oficjalnie zatwierdzono budowę linii M3. 13 lutego 2023 przedstawiono plan rozwoju sieci komunikacji szynowej do 2050 roku, w której przedstawiono zrewidowany przebieg wydłużenia linii M3 na lewy (zachodni) brzeg Wisły oraz plany budowy dwóch kolejnych linii. Linia M3 ma krzyżować się z M1 na stacji Racławicka i kończyć na planowanej stacji Żwirki i Wigury, przez którą ma także przebiegać linia M4. Mimo że przewidywane obłożenie linii M3 ma być wyraźnie mniejsze niż w przypadku wszystkich pozostałych linii, linie M3 i M4 mają być budowane równocześnie.

## Kontrowersje
Linia metra poddawana jest wielu głosom krytycznym w mediach, z środowisk eksperckich oraz  organizacji społecznych. Wskazują one na bardzo złe wyniki tej linii w analizach. Dodatkowo zastrzeżenia wzbudza sama trasa. Stacje rozmieszczone są bardzo nieproporcjonalnie, wzdłuż trasy występują bardzo ostre łuki (90 stopni i więcej), co będzie skutkować zmniejszoną prędkością pociągów. Dojazd z Gocławia do centrum poprowadzony jest okrężną drogą i z niewygodną przesiadką na stacji Stadion Narodowy. Tutaj dodatkowo wskazywane jest szybsze i tańsze w realizacji rozwiązanie w postaci tramwaju na Gocław poprowadzonego od al. Waszyngtona wzdłuż Kanału Wystawowego i ul. Bora-Komorowskiego. Jednak mimo tych zarzutów wydawane są środki na kolejne etapy powstawania tej linii, a prezydent Rafał Trzaskowski twierdzi, że analizy dla trzeciej linii wypadają bardzo dobrze.
Już analizy trzeciej linii metra z 2007 roku wskazywały na bardzo niskie natężenie ruchu tej linii. Mimo to stację Stadion Narodowy od razu wybudowano z dwoma peronami i czterema torami jako przesiadkową do trzeciej linii. Także studium techniczne z 2020 roku (z którego opublikowaniem władze metra zwlekały) pokazuje, że linia będzie cieszyć się bardzo małym wykorzystaniem przez pasażerów. Próg rentowności osiągnie dopiero po dociągnięciu trasy na Mokotów, a będzie to ledwo minimalne przekroczenie tego progu. Kolejne analizy spółki ILF z 2023 roku również wskazują na nieopłacalność całej inwestycji.

## Stacje

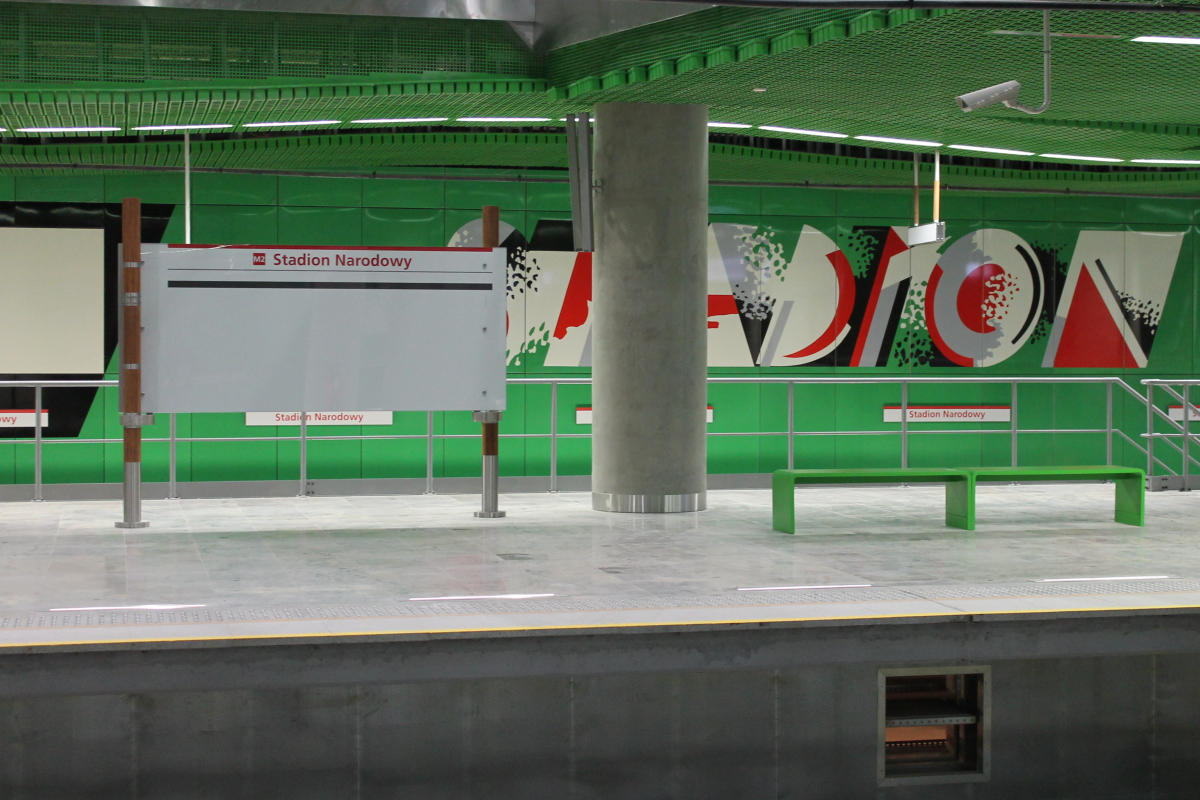
Peron planowanej linii M3 na stacji Stadion Narodowy

Pogrubieniem oznaczono stacje planowane w koncepcji rozbudowy metra do 2050 r. z lutego 2023 r.
| Ozn. | Nazwa                 | Data otwarcia  | Dzielnica    |
| ---- | --------------------- | -------------- | ------------ |
| C14  | Stadion Narodowy      | 8 marca 2015   | Praga-Północ |
| E1   | Dworzec Wschodni      |                | Praga-Północ |
| STP3 | STP Kozia Górka       | Praga-Południe |              |
| E2   | Mińska                | Praga-Południe |              |
| E3   | Rondo Wiatraczna      | Praga-Południe |              |
| E4   | Ostrobramska          | Praga-Południe |              |
| E5   | Nowaka-Jeziorańskiego | Praga-Południe |              |
| E6   | Gocław                | Praga-Południe |              |
| E7   | Gościniec             |                | Mokotów      |
| E8   | Siekierki             |                | Mokotów      |
| E9   | Czerniaków            |                | Mokotów      |
| E10  | Sielce                |                | Mokotów      |
| E11  | Stary Mokotów         |                | Mokotów      |
| E12  | Racławicka            |                | Mokotów      |
| E13  | Wyględów              |                | Mokotów      |
| E14  | Żwirki i Wigury       |                | Mokotów      |